# Conférence des évêques catholiques de la fédération de Russie
La Conférence des évêques catholiques de la fédération de Russie, créée le 2 mars 1999, est une conférence épiscopale de l’Église catholique, qui administre les affaires de l’Église en Russie. Elle se réunit en session plénière deux fois par an. Son président est élu pour trois ans, renouvelable une fois.
Son président participe au Conseil des conférences épiscopales d’Europe (CCEE), avec une petite quarantaine d’autres membres. L’évêque de Novossibirsk la représentait également à la Fédération des conférences épiscopales asiatiques (en) en qualité de « membre associé » jusqu’en 2014.

## Présidents
- Tadeusz Kondrusiewicz (de) 1999-2005
- Joseph Werth 2005-2011
- Paolo Pezzi (depuis 2011)

## Membres
La conférence épiscopale est composée des quatre évêques de Russie (archevêque de Moscou et évêques de Saratov, Novossibirsk et Irkoutsk) et d’un secrétaire général.
Actuellement ce sont :
- Joseph Werth, évêque de Novossibirsk ;
- Cyrille Klimowicz, évêque d’Irkoutsk ;
- Paolo Pezzi, archevêque de Moscou, président de la conférence ;
- Clemens Pickel, évêque de Saratov ;
- le père Igor Kowalewski, secrétaire général.

## Structures
- Commission liturgique
- Commission sur la catéchèse
- Commission des laïcs, des mouvements et de la jeunesse
- Commission chargée des relations avec les autorités gouvernementales
- Commission de la pastorale et des vocations
- Commission du dialogue œcuménique, du dialogue entre les religions et du dialogue avec les non-croyants
- Commission des affaires sociales

## Nouveaux martyrs
Comme l'Église orthodoxe qui a canonisé un grand nombre de « nouveaux martyrs », c'est-à-dire de victimes de la persécution religieuse en URSS, mortes pour leur foi, l'Église catholique de Russie étudie la possibilité d'ouvrir des procès de béatification de nouveaux martyrs catholiques, morts pour leur foi en URSS. 

## Sanctuaires
La conférence n’a pas, en 2022, désigné de sanctuaire national.